# رایان استیل (بازیگر)
رایان استیل (انگلیسی: Ryan Steele؛ زادهٔ ۳ اوت ۱۹۹۰) هنرپیشه، رقاص اهل ایالات متحده آمریکا است. وی از سال ۲۰۰۹ میلادی تاکنون مشغول فعالیت بوده‌است. وی به خاطر بازی در موزیکال نیوزیز مشهور است.